# すっぽん大学
すっぽん大学（すっぽんだいがく）は、株式会社トップ・カラー所属のお笑いコンビ。2006年9月結成。東京演芸協会会員。

## メンバー
- 学（がく、1979年12月1日（45歳） - ）
  - 本名：川越 学
  - 千葉県柏市出身。立命館大学卒業。O型。身長176cm、体重65kg。既婚。
  - 過去にアベディンとお笑いコンビ「アミ・ボロロク・ホエ・デシェ・ジェテ・チャイ」のツッコミとして活動。稲川素子事務所に所属していた。
  - 趣味は健康ランド巡り、大衆演劇鑑賞、舞踊、殺陣、漫画喫茶、映画鑑賞、三国志グッズ収集。特技は映像作成とトランスフォーマー作り。
  - 中・高校生時代はバレーボール部に所属していた[2]。
  - 大学生時代は塾講師のアルバイトをしていたが、1年間で担当していたクラスの偏差値を10下げたため解雇された[2]。
  - THE GEESEの尾関高文は同じ千葉県立柏南高等学校のバレーボール部の先輩ということで仲が良く、尾関から「お笑いのサークルに入ればいいじゃん」と言われたことでお笑いの活動を始めた[2]。

- ウェルカム大助（ウェルカム だいすけ、1974年9月18日（50歳） - ）
  - 茨城県筑西市（旧下館市）出身。O型。身長176cm、体重65kg。既婚。
  - 過去にテツロー（三野哲郎）とお笑いコンビ「ビッグウェー部」のボケとして活動。SMA NEET Projectに所属していた。
  - 趣味はすっぽんの飼育、家庭菜園、三国志、漫画や本の収集。特技は債務整理、映像作成、トランスフォーマー作り。
  - 元パナホーム正社員。
  - 幼い頃からお笑いが好きで、子供向け番組やアニメそっちのけでお笑い番組ばかり見ていた[2]。
  - 社会人6年目の時、当時結婚を決意していた交際相手との別れを機に「好きなことをしよう」と開き直り、お笑いの道を志す[2]。

## 略歴
- お笑いコンビ「アミ・ボロロク・ホエ・デシェ・ジェテ・チャイ」と「ビッグウェー部」がライブで共演したことがきっかけとなり、学とウエルカム大助が出会う。
- 大助が学を誘い、2006年9月に新ユニット「すっぽん大学」を結成。前コンビでの活動と並行して、すっぽん大学の活動をスタートさせた。
- 2006年10月、エアセックス世界大会で初代タッグチャンピオンに輝く[3]（その後、6度の防衛に成功）。この大会の模様はイギリスの公共放送BBCなど様々なメディアで取り上げられた。
- 2006年と2007年の『M-1グランプリ』に出場し、3回戦まで進む[2]。
- それぞれの前コンビが解散し、2008年からはすっぽん大学が本コンビとなる。
- 2010年、第1回「お笑い図鑑モバイル」ネタバトルで決勝進出。『キングオブコント』3回戦進出。
- 2013年1月、『第34回ABCお笑いグランプリ』の2次予選を通過し（524組がエントリーした中の37組）、準決勝に駒を進める[4]。
- 同年5月、茨城県が運営するインターネットテレビ「いばキラTV」で冠番組『すっぽん大学の茨城三国志』が始まる。次いで6月には『すっぽんの卵』がスタート。11月配信開始の『ibadas（イバダス）～四コマで学べる用語辞典』では映像制作も担当し、四コマ動画という独自の切り口で茨城にまつわる数々のネタを説いた[5]。
- 2013年9月28日、「三国志フェス2013」の「第1回エンペラー・オブ・お笑い三国志」で優勝。初代「笑帝」の称号と玉璽を手にする。
- 2014年8月、パシフィコ横浜で開催された『トランスフォーマー博 TRANSFORMERS EXPO』に出演。トランフォーマー芸人としてイベントを盛り上げた。

### 慈善活動
2007年10月よりお笑いチャリティーイベント「はとライブ」を主催している。2015年2月現在、開催回数は40回を超え、NPOや日本赤十字に450万円以上の寄付実績がある。

## 芸風
- 兄貴と舎弟
  - 強面だけど実は小心な兄貴ととぼけた顔して毒を吐く舎弟の凸凹漫談。すっぽん大学の原点。
- ぼやき漫才
  - イベントポスターなど証拠品をもってきて自虐を叫ぶ漫才。
- 天津飯兄弟
  - ドラゴンボールのキャラクター「天津飯」に扮装した2人が奇声を発しながら気功砲を打ち続けるという、勢いだけで押し切るコント。
- トランスフォーマー
  - オプティマスとバンブルビーが人型ロボットからスーパーカーへ華麗に変身するコント。ハイクオリティーな衣装の制作には、2年の歳月と1体当たり約20万円の費用を費やした。
- 三国志コント
  - 諸葛亮孔明と張飛翼徳によるショートコント。

## エピソード
- 『アメトーーク』で、鳥居みゆき企画案である「地下芸人～どこに行ってもアウェー～」の地下芸人代表として、すっぽん大学の名前が挙げられた。
- エアセックス世界大会でのパフォーマンスがBBCで放送された後、エアセックスを会得するべく、はるばるイギリスから若い男性が訪ねてきた。
- テレビ番組出演時、トランスフォーマーコントを見た勝俣州和から「仮装大賞に出たら満点ですよ」とのお墨付きをもらい[7]、その後実際に『欽ちゃん&香取慎吾の全日本仮装大賞』の本戦出場を果たす。しかし、10点で不合格という結果に終わった。
- 漫才協会主催の漫才新人大賞ではトランスフォーマーの格好で漫才をするトランスフォーマンザイを披露した。つかみの一言「マイク一本で勝負しに来ました」で大爆笑を取るも、「漫才をなめている」という特異な理由で失格となった。
- 『あらびき団』に「天津飯兄弟」名義で2度出演しており、東野幸治に「永久保存版や」と高く評価された。また、当番組の視聴者であった中川翔子は、2008年4月の『しょこたん☆ぶろぐ』で天津飯兄弟について触れていた[8]。
- ハリウッドザコシショウ、なまたまご（キン肉マンの作者ゆでたまごの息子）、マリリンジョイ、三平×2と共に、キン肉マンのキャラクターに扮するお笑いユニット集団「ギュードン」として活動していた時期がある（学 - ブロッケンJr.、大助 - ブロッケンマン）。

## 出演

### テレビ
- 番組名不明（2007年、BBC） - エアセックス世界大会に関する放送。
- ぐるぐるナインティナイン（2008年、日本テレビ） - 「おもしろ荘へいらっしゃい!」のコーナーに出演。
- エンタの神様（日本テレビ） - キャッチコピーは「裏口のチンピラEX（エキス）」。
- あらびき団（TBS） - すっぽん大学として1回、天津飯兄弟として2回、ギュードンとして2回出演。
- 奇跡ゲッター ブットバース!!（TBS） - 「トランスフォーマー芸人」として登場。
- バラコレ2010（2010年12月27日、テレビ朝日） - 「自信つきまシアター イイトコダス」に出演。
- 欽ちゃん&香取慎吾の全日本仮装大賞（2011年、日本テレビ）
- ピラメキーノ（テレビ東京）
- おはスタ（テレビ東京）
- 爆笑そっくりものまね紅白歌合戦スペシャル（2011年9月27日、フジテレビ）
- 笑う新撰組（2011年10月21日・2012年5月4日、テレ朝チャンネル）
- お説教アイドル 叱るGENJI（2011年12月10日、朝日放送）
- オンバト+（NHK総合）- 戦績0勝2敗 最高341KB。
- 爆笑レッドカーペット（フジテレビ） - キャッチコピーは「構想2年ついに完成」→「構想四千年ついに完成」。ネットオーディション勝者として出演した回はキャッチコピー無し｡
- めざましテレビ（2014年8月6日、フジテレビ）
- プレミアの巣窟（2014年8月12日、フジテレビ） - お台場新大陸の「夏笑王決定戦2014」を紹介した。
- 爆笑シャットアウト!（2014年8月24日、NHK総合）
- わらたまドッカ〜ン（2017年10月16日、NHK Eテレ）

### インターネットテレビ
レギュラー番組
- すっぽん大学の茨城三国志（2013年5月 - 10月、いばキラTV）
- すっぽんの卵（2013年6月 - 2014年3月、いばキラTV）
- ibadas（イバダス）～四コマで学べる用語辞典（2013年11月 - 2014年3月、いばキラTV）

### ラジオ
- co-sotto 1-6（NACK5）

インターネットラジオ
- 俺たちのまんが道（2011年2月9日、BBstationチャンネル）

### 雑誌・書籍
- 週刊プレイボーイ（集英社）
- サブラ（小学館）
- 本当にあった笑える話（ぶんか社）
- EX MAX!（ぶんか社）
- 演劇グラフ
- あらびき団公式パンフレット（2008年7月30日、ヨシモトブックス/ワニブックス）
- お笑い男子校 Vol.2（2010年1月7日、ワニブックス）
- 笑いの聖戦（2010年12月18日、スコラマガジン）
- お笑いポポロ 2011年5月号（2011年4月7日、麻布台出版社）

### 新聞
- 内外タイムス
- 毎日新聞
- 常陽新聞
- 東京スポーツ

### DVD
- 爆笑渦巻島 トップ・カラーLIVE! VOL.1
- 地獄甲子園FLASHアニメ（学のみ出演） - 野球十兵衛 役
- 笑いの聖戦

### 映画
- テコンドー魂〜REBIRTH〜（2014年、東映）

## 受賞歴
- 三国志フェス2013「第1回 エンペラー・オブ・お笑い三国志」優勝（2013年9月28日）
- 三国志フェス2015 水魚の交わり「第2回 エンペラー・オブ・お笑い三国志」優勝（2015年1月31日）